# Linnuraba
Linnuraba är en mosse i Estland.   Den ligger i landskapet Raplamaa, i den västra delen av landet, 50 km söder om huvudstaden Tallinn.